# حصار ألنجه
حصار ألنجه (بالإنجليزية: siege of Alinja )كان نزاعًا عسكريًا طويل الأمد وقع بين قوات الدولة الجلائرية والإمبراطورية التيمورية، وتركز حول قلعة ألنجه الواقعة في منطقة ناختشيفان الجبلية، وهي حاليًا جزء من أذربيجان. بدأ الحصار في عام 1388، واستمر بشكل متقطع حتى عام 1398، عندما استولى القائد التيموري ميران شاه على القلعة بشكل نهائي.

## الخلفية
كانت قلعة ألنجه من أهم التحصينات في منطقة القوقاز، وتُمثل موقعًا استراتيجيًا مهمًا للسيطرة على الطرق الجبلية بين إيران والقوقاز. في أواخر القرن الرابع عشر، كانت المنطقة محل نزاع بين قوى عدة، أبرزها الدولة الجلائرية التي ورثت بعض ممتلكات الدولة الإلخانية، والإمبراطورية التيمورية الصاعدة بقيادة تيمور لنك.

## مجريات الحصار
بدأت أولى المحاولات التيمورية لفرض السيطرة على القلعة عام 1388 بقيادة ميران شاه، نجل تيمور. إلا أن محاولات الحصار واجهت مقاومة شرسة، وتعرضت القُوات التيمورية لهجمات مضادة من تحالف قادة قارا قوينلو والدولة الجلائرية، مما أجبرهم على الانسحاب مؤقتًا.
شهدت الأعوام التالية موجات متكررة من القتال حول القلعة، لكن في عام 1396، استأنف ميران شاه الحصار بقوة أكبر بعد هزيمة العديد من خصومه، واستمر في محاصرتها حتى عام 1398، حين سقطت أخيرًا في أيدي التيموريين.

## الأهمية
أدى سقوط ألنجه إلى تعزيز سيطرة التيموريين على جنوب القوقاز، كما قلّص نفوذ الجلائريين بشكل كبير في المنطقة. شكل الحصار نموذجًا للتكتيكات التيمورية في الحروب الحصارية المعقدة والطويلة.

## وصلات خارجية
- التاريخ العسكري للإمبراطورية التيمورية – Cambridge University Press
- منطقة ناخيتشيفان – موسوعة بريتانيكا